# Illa de la Princesa Thyra
L'illa de la Princesa Thyra (en danès Prinsesse Thyra Ø) és una illa deshabitada que es troba a l'extrem septentrional de Groenlàndia, dins el Parc Nacional del Nord-est de Groenlàndia. És banyada pel mar de Wandel. Duu el nom en record de la Princesa Thyra de Dinamarca.
Es troba a l'est de l'Illa de la Princesa Margaret i al nord-oest de la Princesa Dagmar, al sud del mar de Wandel, a la confluència entre el fiord Danmark i el fiord Independence. Té una superfície de 294,8 km² i un perímetre de 85,7 quilòmetres.